# Liniewko Kościerskie
Liniewko Kościerskie is een plaats in het Poolse district  Kościerski, woiwodschap Pommeren. De plaats maakt deel uit van de gemeente Nowa Karczma en telt 202 inwoners.